# Liste der Monuments historiques in Lignan-de-Bordeaux
Die Liste der Monuments historiques in Lignan-de-Bordeaux führt die Monuments historiques in der französischen Gemeinde Lignan-de-Bordeaux auf.

## Liste der Bauwerke
| Bezeichnung        | Beschreibung | Standort | Kennzeichnung | Schutzstatus | Datum | Bild           |
| ------------------ | ------------ | -------- | ------------- | ------------ | ----- | -------------- |
| Schloss Lislefort  |              | (Lage)   | PA33000007    | Inscrit      | 1996  | weitere Bilder |
| Kirche Ste-Eulalie |              | (Lage)   | PA00083600    | Inscrit      | 1961  | weitere Bilder |

## Liste der Objekte
- Monuments historiques (Objekte) in Lignan-de-Bordeaux in der Base Palissy des französischen Kultusministeriums